# Помахнитали воз
Помахнитали воз (енгл. Runaway Train) је амерички акциони трилер филм из 1985. године, режисера Андреја Кончаловског, у коме главне улоге тумаче Џон Војт, Ерик Робертс, Ребека де Морни и Џон П. Рајан. Сценарио Ђорђа Милићевића, Пола Зиндела и Едварда Бункера, заснован је на оригиналном сценарију Акире Куросаве из 1960-их, уз непотписане доприносе честих сарадника Куросаве, Хидеа Огунија и Рјузо Кикушиме. Филм је такође био деби и Денија Трехоа и Томија „Тајнија“ Листера, који су обојица наставили са успешним каријерама, као карактерни глумци у улогама „тврдих момака“.
Прича филма се односи на два одбегла осуђеника и женску помоћницу машиновође, заглављене у одбеглом возу док пролази кроз Аљаску снежну пустињу. Војт и Робертс су били номиновани за награде Академије за своје улоге. Филм је добио углавном позитивне критике од филмских критичара.

## Радња
Радња филма смештена је у зиму на Аљасци, при -30 °C. Немилосрдни пљачкаш банке Оскар Менхајм (Џон Војт), у одређеним круговима познатији као Мени, осуђен је на смрт у затвору високог обезбеђења „Стоунхејвен”. Већ је два пута бежао из затвора, а на крају начелник затвора Ранкен (Џон Патрик Рајан), сталног бегунца ставља у кавез. Међутим, три године касније, суд је ублажио Манију казну, наложивши му да буде пуштен из кавеза, што је драматично повећало његову популарност међу затвореницима. Понижен на овај начин, Ранкен тражи освету тако што унајмљује убицу међу затвореницима. Покушај атентата је пропао: убица је пробио леву руку, а онда је Мени изненада окренуо ножем шаку и од страха је несуђени убица почео да вришти да га је Ранкен натерао. Мени одлучује да бежи.
Менију се придружује Бак Логан (Ерик Робертс) - наивни и веома причљиви млади затвореник, који служи казну због завођења малолетне девојчице и који жели да повећа свој ауторитет бекством са Менијем. Побегавши кроз канализацију из затвора, бегунци се убрзо нађу на железничкој станици, где се облаче у железничаре. Након тога непримећено седају у сплав локомотива (4 дизел локомотиве) и сакрију се у машинском простору последње дизел локомотиве. У међувремену, након покретања локомотива, старији машиновођа добија срчани удар, машиновођа притисне помоћну кочницу, а затим одлази на отворени простор да дође до даха, али губи свест и пада са локомотиве. При томе, дршка возачког контролера остаје у радном положају и вучна сила мотора савладава силу кочења, што доводи до сагоревања кочионих плочица и квара кочница. Неконтролисани воз наставља да се креће, повећавајући брзину. Изашавши из једног кавеза, Мени улази у други - воз се креће великом брзином и није тако лако изаћи из њега.
Возачи возова и дежурни на станици упозоравају отправника возова (диспечера) на оно што се догодило. Игром случаја, тог дана дежура диспечер Френк Барстоу (Кајл Хефнер), аутор централизованог система контроле саобраћаја. Да би избегао смрт људи, неконтролисани воз пребацује на главни колосек, међутим, након што је сазнао да је једини машиновођа испао из дизел локомотиве, одмах се покајао због онога што је учинио, али време је већ изгубљено. Да би ослободио главни колосек, диспечер на споредном колосеку шаље надолазећи теретни воз на споредни колосек, али због неужурбаних радњи машиновође, неконтролисане четири локомотиве ударају у реп теретног воза, разбијајући бригадни вагон. Граничник брзине је сада покварен након судара у одбеглом возу. Диспечер одлучује да избаци воз из шина и шаље га у ћорсокак, али трагач изненада јавља да одбегли воз пишти. Била је то помоћница за локомотиву Сара (Ребека Де Морнеј), која је мирно спавала у другој локомотиви и пробудио ју је судар. Централна врата застареле (без уобичајених бочних пролаза) друге локомотиве, заглављена од удара, не дозвољавају јој да уђе у кабину главне локомотиве. У страху од могућег судара, она се креће до репа воза, где наилази на бегунце. Воз јури ка хемијској фабрици, претећи становницима катастрофом - диспечер добија команду да уклони воз са главног колосека до напуштеног крака који завршава у ћорсокаку. Шеф затвора Ранкен хеликоптером сустиже воз и спушта се на мердевинама од ужади до прве локомотиве, где га већ чека Мени, који је скочио са друге локомотиве. У краткој тучи, Мени разоружа Ранкена (претходно прскајући непријатеља у лице млазом из апарата за гашење пожара), ставља му лисице, а затим откопчава три локомотиве са вође. Усамљена локомотива јури у ћорсокак, а Мени стоји на њеном крову, излажући своје лице ветру и слободи...
Филм се завршава цитатом из Шекспировог Ричарда III:
Понекад је звер свирепа, али зна и за сажаљење.
У мени нема сажаљења, што значи да нисам звер.